# Kontakto
Kontakto est un magazine en espéranto édité par TEJO et soutenu par l'Association mondiale d’espéranto. Il a été lancé en 1963 et Humphrey Tonkin est devenu son premier rédacteur en chef, fournissant un magazine abordant des sujets d'intérêt pour les jeunes espérantistes. Le magazine a souvent utilisé le slogan « En espéranto, mais pas sur l'espéranto ».
Au début des années 1980, Anna Löwenstein est devenue la rédactrice en chef. Parmi ses contributions figuraient des articles faciles à lire, des articles sur des sujets graves écrits dans un langage facile pour des étudiants débutants en espéranto.

## Rédacteurs en chef de la revue
- Humphrey R. Tonkin (1963-1966)
- Stefan Maul (eo) (1966-1968)
- Roman Dobrzynski (eo) (1968-1970)
- Ulrich Lins, Simo Milojević (eo) et Hans Zeilinger (eo) remplacé au bout d'un an par Wim Jansen (1970-1974)
- Giorgio Silfer (1975-1977)
- Jouko Lindstedt (1978)
- Stefan MacGill (avec Giulio Cappa (eo) jusqu'en 1979 puis Dario Besseghini (eo))(1978-1980)
- Anna Brennan (eo)
- Leif Nordenstorm (eo) (1986-1989)
- Francisco Javier Moleón (eo) (1990)
- István Ertl (1990)
- Francisco Veuthey (eo)
- Sabira Ståhlberg (eo) (1998-2001)
- Ĵenja (Eugenia) Amis (eo) (Zvereva avant 2005) (2002-2007) (avec l'aide de Joel Amis)
- Paŭlo Moĵajev (eo) (2007-2010)
- Rogener Pavinski (eo) depuis 2010